# Adolf Hofmann
Adolf Hofmann (* 17. Januar 1853 in Žebrák, Böhmen; † 9. September 1913 in Prag) war ein österreichischer Montangeologe und Paläontologe.
Adolf Hofmann schloss 1875 sein Studium an der Bergakademie Leoben als Diplom-Bergingenieur ab. 1885 habilitierte er sich ebenda in Paläontologie. Hofmann war von 1876 bis 1888 an der Montanistischen Hochschule in Leoben am Geologischen Institut als Assistent tätig. Zunächst arbeitete er dort in der Mineralogie, später auch in der Paläontologie. Im Zeitraum 1888 bis 1893 war Hofmann an der Bergakademie Příbram, Böhmen, außerordentlicher Professor für Lagerstättenlehre und analytische Chemie. Von 1893 bis 1909 bekleidete er ebenda die Stelle eines ordentlichen Professors für Mineralogie, Geologie und Lagerstättenlehre. Sein Nachfolger wurde sein Schüler Franz Ryba.
Hofmann war Korrespondent der Geologischen Reichsanstalt.

## Veröffentlichungen
- Säugethierreste aus der Stuhleck-Höhle. In: Mitteilungen des naturwissenschaftlichen Vereins für Steiermark. Band 21, 1885, S. 3–12.
- Crocodiliden aus dem Miocaen der Steiermark. In: Beitr. Paläont. u. Geol. Österreich-Ungarns u. d. Orients. Band 5, 1887, S. 26–35 (zobodat.at [PDF]).
- Beiträge zur Kenntniss der Säugethiere aus den Miocänschichten von Vordersdorf bei Wies in Steiermark. In: Jahrbuch der Kaiserlich-Königlichen Geologischen Reichsanstalt. Band 38, 1888, S. 77–82 (zobodat.at [PDF]).
- Beiträge zur Säugethierfauna der Braunkohle des Labitschberges bei Gamlitz in Steiermark. In: Jahrbuch der Kaiserlich-Königlichen Geologischen Reichsanstalt. Band 38, 1888, S. 545–562 (zobodat.at [PDF]).
- Ueber einige Säugethierreste aus den Miocänschichten von Feisternitz bei Eibiswald in Steiermark. In: Jahrbuch der Kaiserlich-Königlichen Geologischen Reichsanstalt. Band 40, 1890, S. 519–526 (zobodat.at [PDF]).
- Beiträge zur miocaenen Säugethierfauna der Steiermark. In: Jahrbuch der Kaiserlich-Königlichen Geologischen Reichsanstalt. Band 42, 1892, S. 63–76 (zobodat.at [PDF]).
- Mineralführung der Erzgänge von Strebsko bei Pribram. In: Jahrbuch der Kaiserlich-Königlichen Geologischen Reichsanstalt. Band 45, 1895, S. 29–36 (zobodat.at [PDF]).
- Fossilreste aus dem südmährischen Braunkohlenbecken bei Gaya. In: Jahrbuch der Kaiserlich-Königlichen Geologischen Reichsanstalt. Band 50, 1900, S. 47–50 (zobodat.at [PDF]).
- Beitrag zur Säugetierfauna von Leoben. In: Jahrbuch der Kaiserlich-Königlichen Geologischen Reichsanstalt. Band 54, 1904, S. 577–594 (zobodat.at [PDF]).
- Säugetierreste von Wies. In: Jahrbuch der Kaiserlich-Königlichen Geologischen Reichsanstalt. Band 55, 1905, S. 27–30 (zobodat.at [PDF]).
- Begleiterscheinungen der Störungen innerhalb der Kohlenflöze. In: Mitteilungen der Geologischen Gesellschaft. Band 3, 1910, S. 44–52 (zobodat.at [PDF]).